# Odruch oksytocynowy
Odruch oksytocynowy, nazywany również odruchem wypływania pokarmu – odruch razem z odruchem prolaktynowym odpowiedzialny za regulację laktacji na poziomie neurohormonalnym. 
Mechanizm  odruchu oksytocynowego:
- uwalnianie oksytocyny z tylnego płata przysadki mózgowej stymulowane ssaniem piersi przez dziecko.
- dotarcie oksytocyny za pomocą naczyń krwionośnych do gruczołu piersiowego.
- skurcz komórek mioepitelialnych – umożliwienie wypływu pokarmu[1].

Czynniki stymulujące odruch oksytocynowy:
- widok dziecka,
- wiara we własne możliwości,
- pozytywne nastawienie,
- płacz dziecka[1].

Czynniki hamujące odruch oksytocynowy:
- ból,
- brak wiary w siebie,
- zdenerwowanie[1].